# Јап Мол
Џејкоб Мол (хол. Jacob „Jaap“ Mol; Ког ан де Зан, 3. фебруар 1912 — Амстердам, 9. децембар 1972) био је холандски фудбалски нападач, који је играо за Холандију на светском првенству 1934. На клупском нивоу играо је за Алкмар.